# Mon homme Godfrey (film, 1936)
Pour le remake de Henry Koster, voir Mon homme Godfrey (film, 1957).
Pour plus de détails, voir Fiche technique et Distribution.

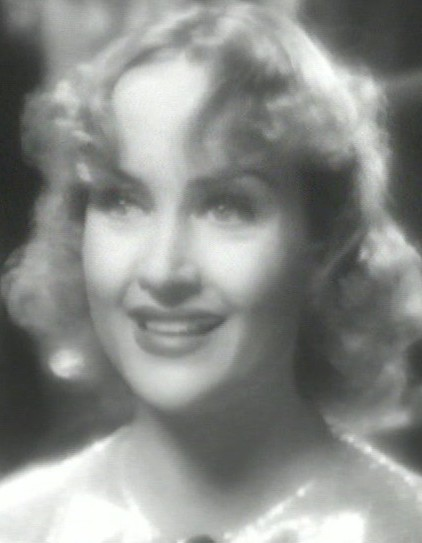
Carole Lombard

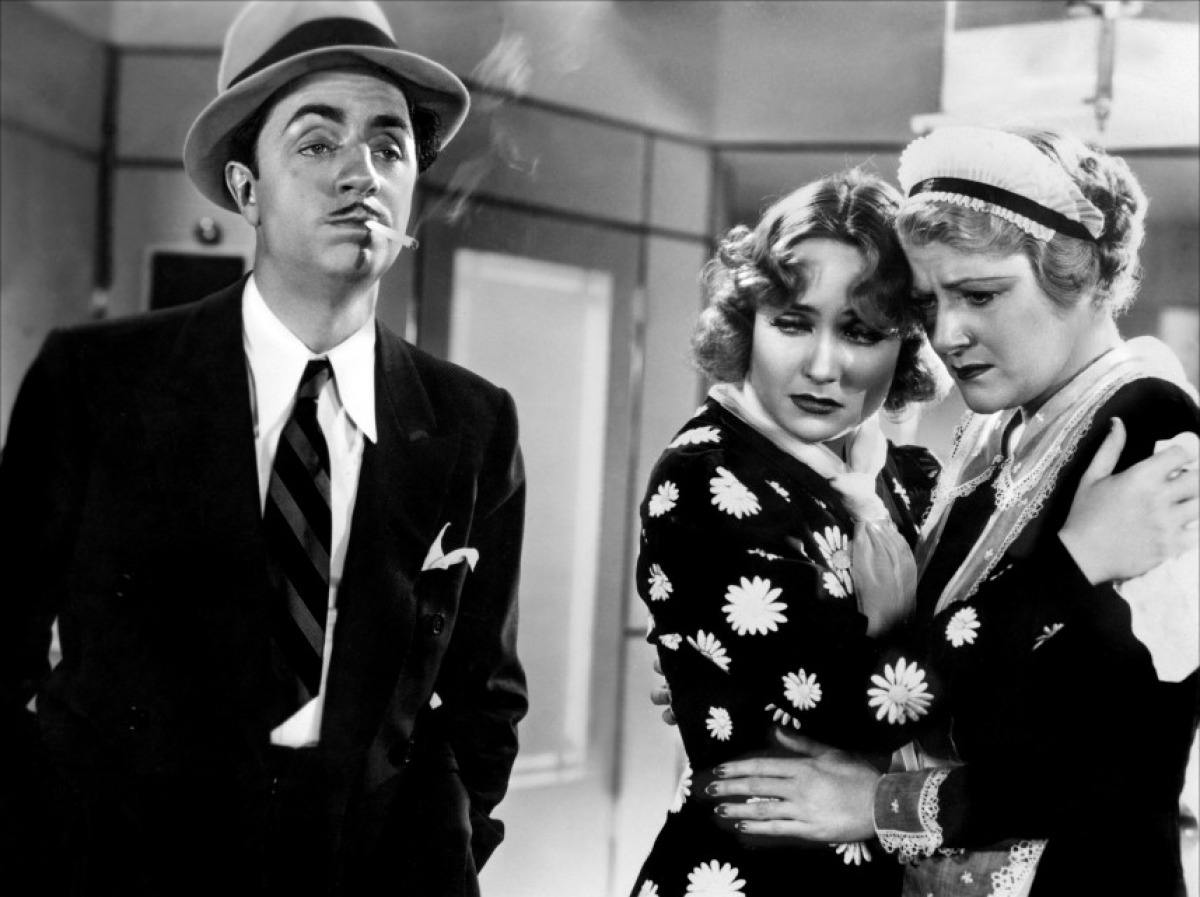
William Powell, Carole Lombard et Jean Dixon

Mon homme Godfrey (My Man Godfrey) est un film américain réalisé par Gregory La Cava, sorti en 1936.
Le film est inspiré d'un roman d'Eric Hatch (en).

## Synopsis
Lors d'une « course aux rebuts », Irene Bullock, qui fait partie de la haute société, fait la connaissance d'un vagabond nommé Godfrey. Elle le fait engager comme majordome par sa mère, Angelica Bullock. Celle-ci entretient un soi-disant artiste, Carlo et Irène veut aussi disposer de son protégé : Godfrey. Mais lors d'une soirée, un ami de la famille, Tommy Gray, reconnaît en Godfrey le fils d'une grande famille de Boston avec qui il a fait Harvard. Cornelia, la sœur d'Irène, humiliée par Godfrey, le déteste, et cache son collier de perles sous son matelas pour le faire accuser du vol.

## Fiche technique
- Titre : Mon homme Godfrey
- Titre original : My Man Godfrey
- Réalisation : Gregory La Cava
- Scénario : Morrie Ryskind, Eric Hatch (en), d'après le roman de Eric Hatch (en)
- Production : Gregory La Cava et Charles R. Rogers
- Société de production : Universal Pictures
- Photographie : Ted Tetzlaff
- Musique : Charles Previn et Rudy Schrager
- Décors : Charles D. Hall
- Costumes : Brymer et Travis Banton
- Montage : Ted Kent et Russell Schoengarth
- Pays d'origine : États-Unis
- Langue : anglais
- Format : Noir et blanc - Son : Mono (Western Electric Noiseless Recording)
- Genre : Screwball comedy
- Durée : 94 minutes
- Date de sortie : 6 septembre 1936

## Distribution
- William Powell (VF : René Fleur) : Godfrey
- Carole Lombard (VF : Lita Recio) : Irene Bullock
- Alice Brady : Angelica Bullock
- Gail Patrick : Cornelia Bullock
- Eugene Pallette : Alexander Bullock
- Mischa Auer : Carlo
- Jean Dixon : Molly
- Alan Mowbray : Tommy Gray
- Pat Flaherty : Mike Flaherty
- Robert Light : Faithful George
- Jane Wyman : une invitée

Et, parmi les acteurs non crédités :
- James Flavin : le second détective
- Edward Gargan : le premier détective
- Larry Steers : un patron de nightclub
- Grady Sutton : Charles « Charlie » Van Rumple

## Remake
- En 1957, Henry Koster a réalisé un remake avec David Niven & June Allyson.